# Леза
Лѐза (на италиански и на пиемонтски: Lesa) е малко градче и община в Северна Италия, провинция Новара, регион Пиемонт. Разположено е на 198 m надморска височина, на брега на езеро Лаго Маджоре. Населението на общината е 2351 души (към 2010 г.).